# Apomissia
L'apomissia è una forma di riproduzione asessuale tipica di alcune piante superiori (spermatofite). Nell'apomissia la formazione dell'embrione avviene senza l'unione dei gameti (cioè senza fecondazione) e dà origine ad organismi geneticamente identici alla pianta madre.
Come svantaggi il processo implica la perdita della ricombinazione genetica e come vantaggi quello della moltiplicazione immutata e continua di biotipi adattati nella concorrenza.
Ci sono tre tipi di "processi apomittici"
- Apomissia avventizia: se il processo deriva da una cellula somatica.
- Apomissia gametofitica: all'interno dell'ovulo, che nello sporofito delle piante superiori corrisponde al macrosporangio, si può assistere ad un'alterazione o addirittura ad una soppressione del processo meiotico che dovrebbe dare origine alle spore. Si forma così una pseudospora diploide che, germinando all'interno dell'ovulo, darà origine ad un gametofito femminile diploide geneticamente uguale allo sporofito (mentre normalmente i gametofiti sono aploidi e diversi geneticamente dallo sporofito). Il gametofito diploide quindi, per mitosi, darà origine a particolari gameti femminili diploidi che conservano lo stesso corredo genetico e che potranno svilupparsi in embrioni senza bisogno di fecondazione. La pianta quindi produrrà un seme contenente un embrione che non è derivato dalla fecondazione di due gameti aploidi, ma dalla germinazione di un solo gamete diploide con corredo genetico uguale a quello del gametofito, che a sua volta è geneticamente identico allo sporofito. Dopo la germinazione del seme, quindi, si otterrà una pianta identica alla pianta madre sporofitica iniziale.
- Apomissia sporofitica: l'embrione si sviluppa direttamente da una cellula diploide della pianta nella forma di sporofito e si forma un seme che, germinando, produrrà un nuovo sporofito identico al primo.

Il corrispettivo dell'apomissia nel mondo animale è la partenogenesi.